# Castelo de Bruniquel

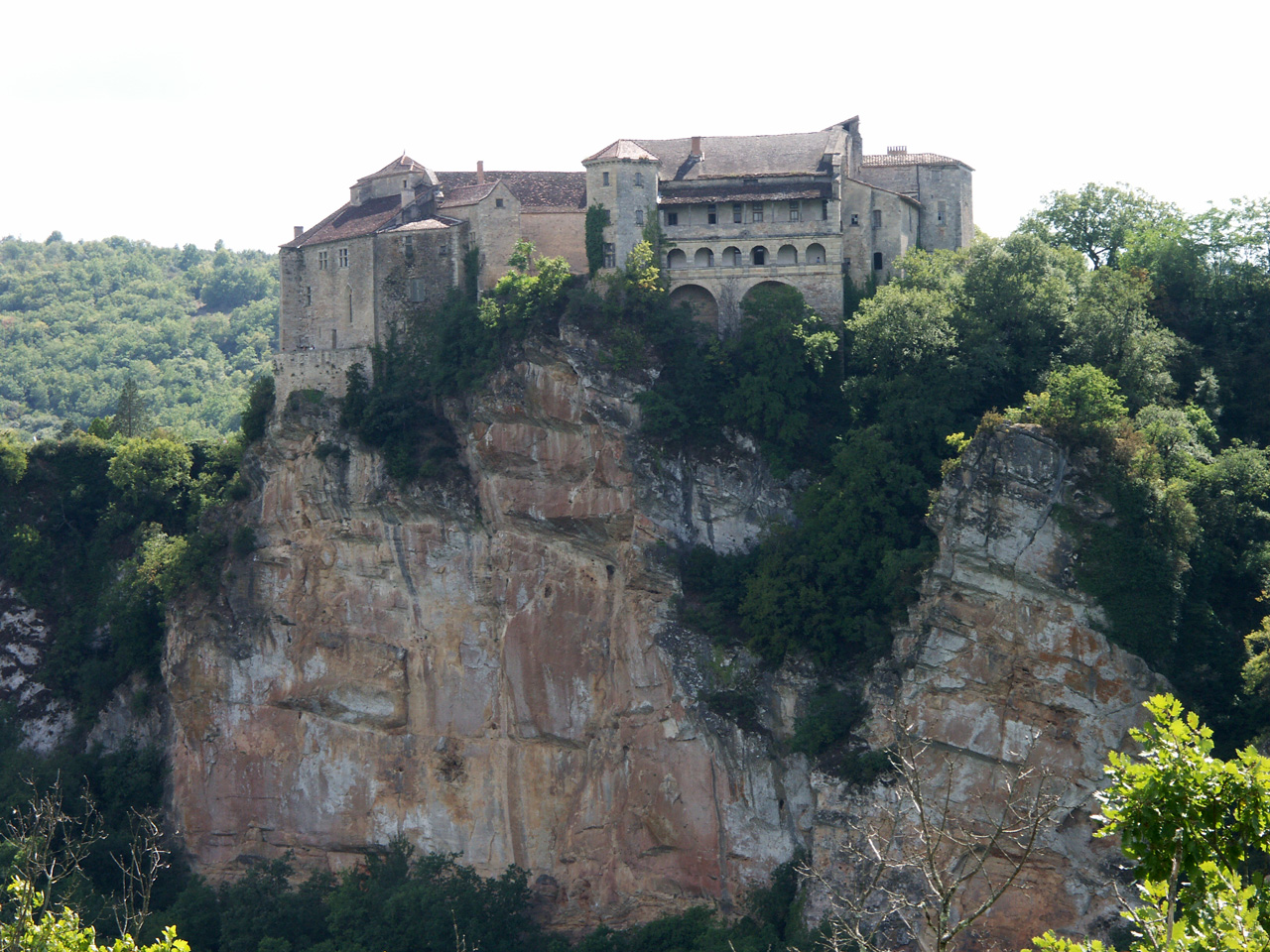

O Château de Bruniquel é um castelo na comuna francesa de Bruniquel, no departamento de Occitanie no sul da França.

## Nome
O castelo é frequentemente chamado de Châteaux de Bruniquel (ou seja, castelos, plural). Isto porque, dois séculos depois da sua construção, o castelo era dividido entre dois ramos da casa de Comminges, daí "château vieux" (antigo castelo) e "château jeune" (jovem castelo).

## Lenda
Segundo Gregório de Tours, a rainha merovíngia Brunehaut ou Brunhilda ergueu o primeiro castelo, " château vieux " ou " castel Biel no século VI, no lugar de um castro romano.

## Arquitetura
Do castelo do início do século XII, os únicos restos são fundações parciais, partes das paredes e a fortaleza, o chamado Tour de Brunehaut. O local foi alterado em vários momentos, notadamente nos séculos XIII, XV, XVII e XIX. O "château vieux" ainda tem sua guarda a partir do século XII, uma época em que o castelo era propriedade dos Condes de Toulouse,  O "château jeune" domina a confluência dos rios Aveyron e Vère a partir de uma altura de 90 m. Uma chaminé de Bruniquel foi tirada e instalada no século XIX na sala de jantar do Château de Lastours em Réalville.

## Cultura popular
O castelo foi cenário em 1975 do filme Le vieux fusil, de Robert Enrico, estrelado por Philippe Noiret e Romy Schneider. O poço no pátio do castelo é falso, que foi construído para o filme.